# C'est dur d'être un homme : L'Entremetteur
Série C'est dur d'être un homme
C'est dur d'être un homme : Mon Seigneur !
(1977) C'est dur d'être un homme : Tora-san entre en scène
(1978)
Pour plus de détails, voir Fiche technique et Distribution.
C'est dur d'être un homme : L'Entremetteur (男はつらいよ 寅次郎頑張れ!, Otoko wa tsurai yo: Torajirō ganbare!) est un film japonais réalisé par Yōji Yamada et sorti en 1977. C'est le 20e film de la série C'est dur d'être un homme.

## Synopsis
Tora-san se réveille dans un lit luxueux, entouré de serviteurs et de ses proches devenus soudainement riches, qui veulent lui enlever son vieux chapeau et sa valise en carton. En fait c’est un rêve, Tora-san dormait sur un tas de foin et un passant a essayé de lui voler ses affaires, qu’il récupère.
Il arrive au salon de thé de Tora-ya, tenu par son oncle, sa tante et sa sœur. Un jeune électricien, Ryōsuke, loue la chambre du haut. Après une petite altercation, il se prend de sympathie pour ce jeune homme lorsqu'il constate qu'il est amoureux de Sachiko, la serveuse d'un bistro de quartier. Sur les instructions de Tora-san, le timide Ryōsuke emmène Sachiko au cinéma puis dans un parc, mais sans résultat. Un soir, il trouve le courage d'aller demander Sachiko en mariage dans son restaurant, mais la jeune femme vient d'apprendre que sa mère est malade et elle s'enfuit sans pouvoir répondre. Se croyant rejeté, Ryōsuke tente de se suicider au gaz dans sa chambre et ne parvient qu’à provoquer un incendie sans gravité.
Ryōsuke repart chez lui, à Hirado, pour aider sa grande sœur Fujiko qui tient une boutique. Tora-san, qui veut toujours l’aider, le suit jusque-là et tombe lui-même amoureux de Fujiko, au point de devenir un employé zélé dans sa boutique. Toutefois, comme Ryōsuke précédemment avec Sachiko, il ne parvient pas à ses fins et les sentiments de Fujiko restent ambigus.
Pendant ce temps, Sachiko revient au Tora-ya pour retrouver Ryōsuke et la famille comprend alors le malentendu. Ils font revenir Ryōsuke, accompagné de sa sœur et bientôt de Tora-san. Tout va bien pour les deux jeunes gens, mais Tora-san se rend compte, pour sa part, qu’il s'est fait des idées : Fujiko ne s'intéresse pas vraiment à lui. Le nouvel an arrive : c’est le moment pour lui de s'en aller une nouvelle fois. Une fois sur la route, il est recueilli par une troupe de théâtre.

## Fiche technique
- Titre : C'est dur d'être un homme : L'Entremetteur[1]
- Titre original : 男はつらいよ 寅次郎頑張れ! (Otoko wa tsurai yo: Torajirō ganbare!?)
- Réalisation : Yōji Yamada
- Scénario : Yōji Yamada et Yoshitaka Asama
- Photographie : Tetsuo Takaha (ja)
- Montage : Iwao Ishii (ja)
- Musique : Naozumi Yamamoto
- Décors : Mitsuo Degawa
- Producteur : Kiyoshi Shimazu
- Société de production : Shōchiku
- Pays de production :  Japon
- Langue originale : japonais
- Format : couleur — 2,35:1 — 35 mm — son mono
- Genres : comédie dramatique ; romance
- Durée : 95 minutes[2] (métrage : sept bobines - 2 607 m[2])
- Dates de sortie :
  - Japon : 29 décembre 1977[2]

## Distribution
- Kiyoshi Atsumi : Torajirō Kuruma / Tora-san
- Chieko Baishō : Sakura Suwa, sa demi-sœur
- Masami Shimojō (ja) : Ryūzō Kuruma, son oncle
- Chieko Misaki (ja) : Tsune Kuruma, sa tante
- Gin Maeda (en) : Hiroshi Suwa, le mari de Sakura
- Hayato Nakamura : Mitsuo Suwa, le fils de Sakura et de Hiroshi
- Shiho Fujimura : Fujiko Shimada
- Masatoshi Nakamura : Ryōsuke Shimada, le jeune frère de Fujiko, surnommé « Watt »
- Shinobu Ōtake : Sachiko Fukumura
- Masakane Yonekura (ja) : officier de police
- Senri Sakurai (ja) : le prêtre catholique
- Kin Ishii (ja) : le capitaine du navire de liaison
- Fumio Tsukiji : l'oncle de Sachiko
- Yoshio Yoshida (ja) : le directeur de la troupe de théâtre
- Mari Okamoto (ja) : Sayuri Ōzora, sa fille
- Hisao Dazai (ja) : Umetarō Katsura, le voisin imprimeur
- Gajirō Satō (ja) : Genko
- Chishū Ryū : Gozen-sama, le grand prêtre

## Distinctions
Lors des Japan Academy Prize de 1978, Kiyoshi Atsumi est nommé pour le prix du meilleur acteur pour C'est dur d'être un homme : Mon Seigneur !, C'est dur d'être un homme : L'Entremetteur et Yatsuhaka-mura, Shinobu Ōtake est nommée pour le prix de la meilleure actrice dans un second rôle pour C'est dur d'être un homme : L'Entremetteur, Kisetsufū et La Porte de la jeunesse : L'Indépendance.